# Jung Soon-ok
Jung Soon-Ok (ur. 23 kwietnia 1983) – koreańska lekkoatletka specjalizująca się w skoku w dal.
Brązowa medalistka mistrzostw Azji (Amman 2007). W 2008 reprezentowała Koreę Południową podczas igrzysk olimpijskich w Pekinie, 28. miejsce w eliminacjach nie dało jej awansu do finału. Złota medalistka igrzysk azjatyckich (Kanton 2010). Wielokrotna mistrzyni i rekordzistka kraju.

## Rekordy życiowe
- skok w dal – 6,76 (2009) rekord Korei Południowej
- bieg na 100 m – 11,75 (2008)
- sztafeta 4 x 100 m – 45,33 (2009)